# Lyrodus medilobatus
Lyrodus medilobatus is een tweekleppigensoort uit de familie van de Teredinidae. De wetenschappelijke naam van de soort is voor het eerst geldig gepubliceerd in 1942 door Edmonson.